# Thomas Christopher Hofland

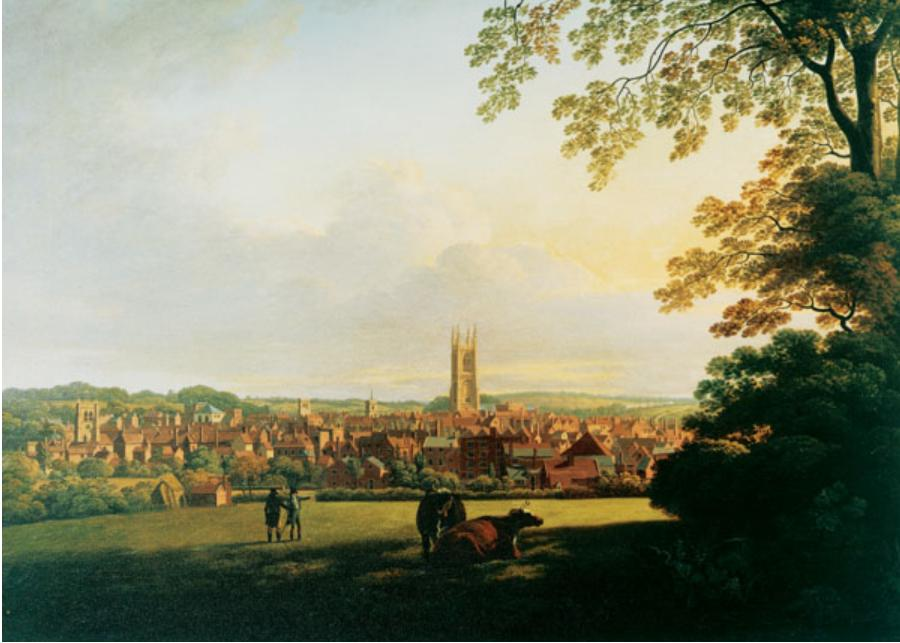
Veduta di Derby

Thomas Christopher Hofland (Worksop, 1777 – Leamington Spa, 1843) è stato un pittore britannico.

## Biografia
Hofland nacque a Worksop e fu allievo di John Rathbone. Iniziò ad insegnare a Kew e nel 1805 si trasferì a Derby, dove lavorò fino al 1808. Fu il secondo marito della scrittrice Barbara Hofland, con cui si sposò nel 1810. Hofland espose settantadue dipinti alla Royal Academy, ma la principale fonte di reddito erano i lavori della moglie. Fu uno dei membri fondatori della Society of British Artists presso la quale espose oltre cento dipinti: si disse che aveva contribuito a fondare la società, perché non era stato nominato membro della Royal Academy of Arts.
Tre anni prima di morire di cancro a Leamington Spa riuscì infine a visitare l'Italia.

### Opere in Musei e collezioni pubbliche
I dipinti e le incisioni di Hofland fanno parte della Governments Art Collection e si trovano in musei o gallerie a Portsmouth, Derby e Sheffield.